# Thelotrema imperfectum
Thelotrema imperfectum är en lavart som beskrevs av Hale 1981. Thelotrema imperfectum ingår i släktet Thelotrema och familjen Thelotremataceae.   Inga underarter finns listade i Catalogue of Life.